# Rachel Korine
Rachel Simon Korine (4 de abril, 1986, Nashville, Texas) é uma atriz americana. Começou a atuar no filme Mister Lonely de seu Marido Harmony Korine em 2007. É mais conhecida pelo longa Spring Breakers também de Direção de Harmony, tendo no Elenco James Franco, Ashley Benson, Vanessa Hudgens e Selena Gomez.

## Filmografia
| Ano  | Filme                    | Personagem             | Nota  |
| ---- | ------------------------ | ---------------------- | ----- |
| 2007 | Mister Lonely            | Little Red Riding Hood |       |
| 2009 | The Dirty Ones           |                        | Curta |
| 2009 | Trash Humpers            | Momma                  |       |
| 2010 | Septien                  | Savannah               |       |
| 2012 | Lotus Community Workshop | Rach                   | Curta |
| 2012 | The Fourth Dimension     | Rach                   |       |
| 2012 | Druid Peak               | Zoe                    |       |
| 2013 | Spring Breakers          | Cotty                  |       |